# أديكافي بامبا
بامبا (بالكنادية:  ಪಂಪ))‏، وُلد في القرن العاشر، وكان يُعرف من قبل باسم أديكافي (الشَّاعر الأوَّل)، وكان شاعرًا باللغة الكنادية.